# Пелагија, Теодосија и Дула
Свете мученице Пелагија, Теодосија и Дула су хришћаниски светитељи. Ове три жене пострадале су за Исуса Христа. Пелагија и Теодосија су после тамновања и мучења заједно мачем посечене, а света Дула, која је била служавка, пострадала је сама и скончала у граду Никомидији.
Српска православна црква слави их 25. марта по црквеном, а 7. априла по грегоријанском календару.